# 가브릴 일리자로프

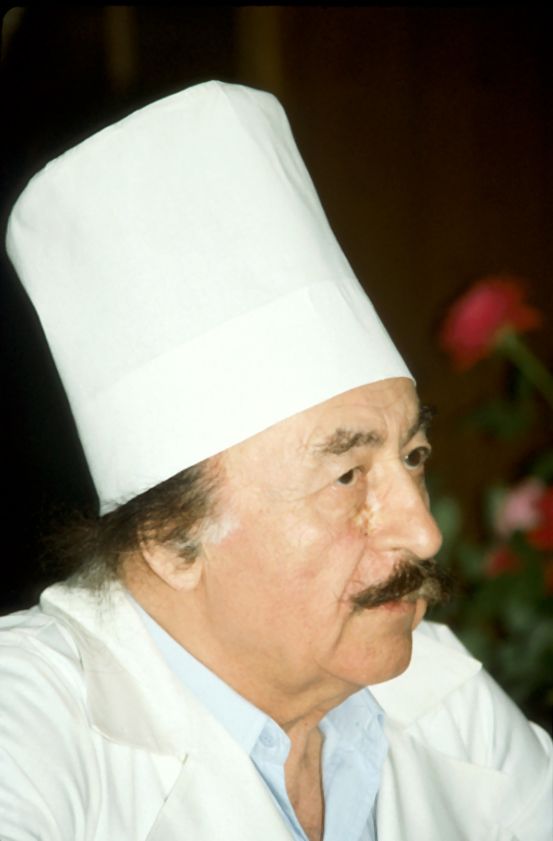
가브릴 일리자로프 박아(1991년)

가브릴 아브라모비치 일리자로프(러시아어: Гаврии́л Абра́мович Илиза́ров, 1921년 6월 15일 ~ 1982년 7월 24일)는 소련과 러시아의 외과 의사로 사지연장술의 일종인 일리자로프 수술을 개발했다.

## 학력
- 1938년~1939년: 다게스탄 의학연구소 의학과 (편입)
- 1939년~1944년: 크림의과대학교 의학과 (박사)